# Question des soufres

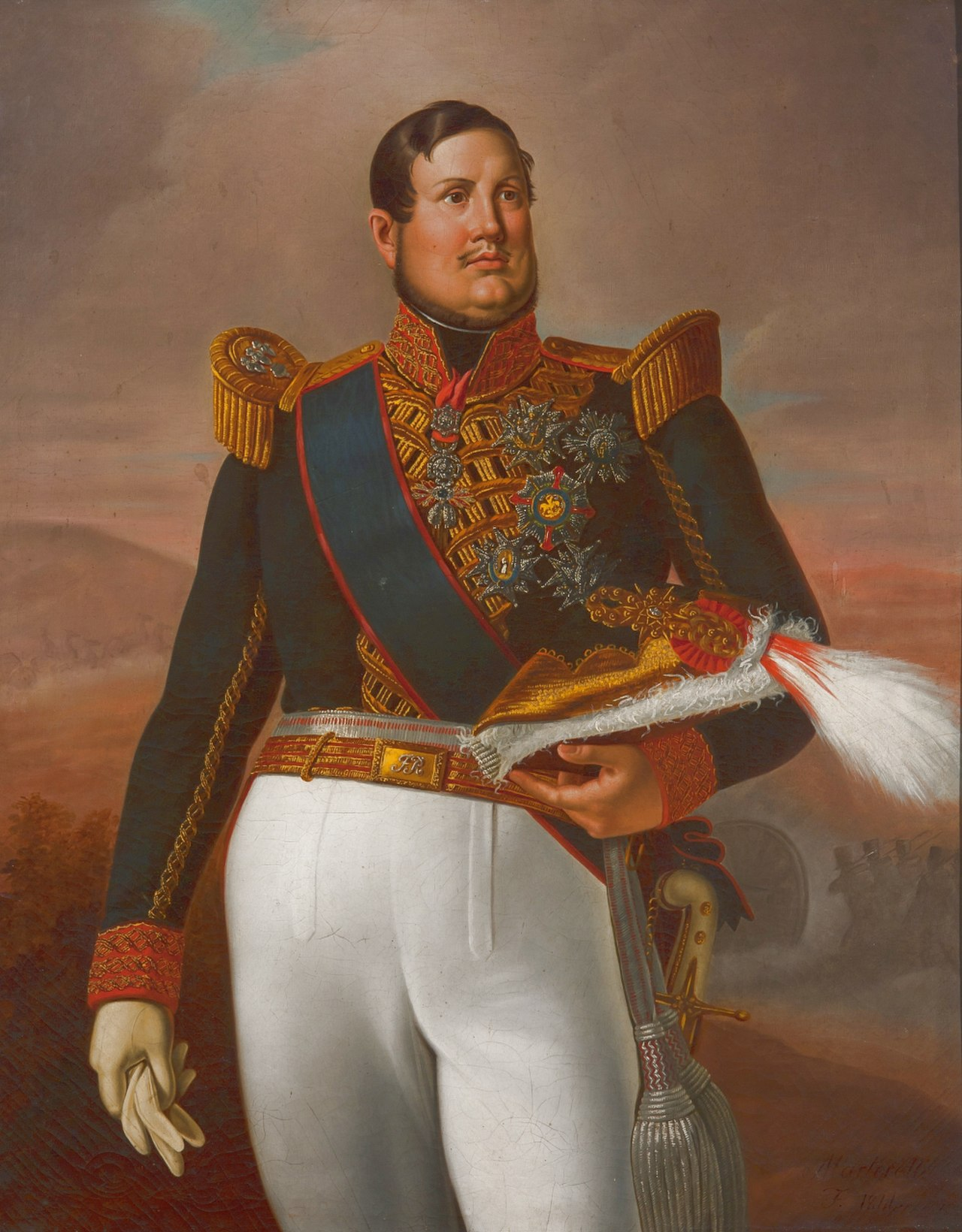
F. Martorelli - Portrait de Ferdinand II.

La question des soufres est une crise politique entre l'Empire britannique et le royaume des Deux-Siciles qui a lieu entre 1838 et 1840 et qui touche principalement la ville de Naples, alors capitale des Deux-Siciles, lors d'un embargo anglais. L'enjeu est le monopole sur l'extraction du soufre en Sicile, qui représente alors près de 80 % de la production mondiale.

## Histoire
Le commerce du soufre sicilien était géré par le Royaume-Uni dans une situation de monopole, en vertu d'une concession faite en 1816 par Ferdinand Ier. À cette époque, le soufre est une ressource stratégique pour la fabrication de la poudre à canon, et la production minière sicilienne couvre 80 % de la demande mondiale. Or, dans les années 1830, le prix du soufre est multiplié par 5 à la suite d'une augmentation importante de la demande industrielle en Europe, principalement en France et en Angleterre. En 1836, Ferdinand II considère comme désavantageuses pour les caisses de l’État les conditions économiques de la concession accordée aux Britanniques qui profitent du minerai en l'achetant à un coût très faible et en le revendant à un prix élevé sans garantir un bon revenu à son royaume. Le souverain du royaume des Deux-Siciles, qui, entre-temps, a supprimé la taxe sur la mouture, se trouve contraint de chercher d'autres moyens pour augmenter les contributions aux caisses du royaume. La solution semble alors venir de la France dans une tentative de modifier le partenariat commercial avec les Anglais. La gestion du soufre est ainsi confiée à une société française, la Taix Aycard de Marseille, qui l'aurait payé au moins le double des Anglais. Face à ce qu'il considère comme une offense et une violation du traité de 1816, Lord Palmerston, plus tard responsable de la première guerre de l'opium et de la convention de Londres de 1840 pour servir les intérêts financiers britanniques, menace les Deux-Siciles d'une intervention de l'armée britannique,.
Le 14 avril 1840, une flotte britannique arrive dans la baie de Naples dans le but de faire un blocus et de mener des représailles contre la marine marchande des Deux-Siciles. Ferdinand II ordonne alors un embargo de tous les navires britanniques stationnant dans les ports du royaume, tandis que les navires napolitains et siciliens capturés par les Anglais sont emportés, prisonniers, dans le port de Malte. Cela aurait provoqué une guerre si le roi Louis-Philippe n'avait pas réussi à arbitrer entre les deux États. Le conflit prend fin avec l'annulation par l’État bourbonien du contrat avec la Taix Aycard,, et l'obligation de rembourser les pertes aux Anglais. La reprise totale du commerce entre Londres et Naples n'adviendra qu'en 1845,.